# مارکو فریجریو
مارکو فریجریو (انگلیسی: Marco Frigerio؛ زادهٔ ۱۶ ژوئیهٔ ۲۰۰۱) بازیکن فوتبال اهل ایتالیا است.